# Maják ve Šventoji
Šventojský maják (litevsky Šventosios švyturys) je činný maják v přímořském letovisku Šventoji v Litvě v severní části pobřeží Baltského moře, pouhých 8 km jižně od lotyšských hranic. Maják je ve správě přístavní správy města Klaipėda.

## Historie
Maják byl postaven v roce 1957 a původně měl dřevěnou trámovou konstrukci na půdorysu čtverce, která byla v roce 2000 nahrazena kovovou na železobetonovém základu. Maják má v horní třetině konstrukce bílé a červené lamelové kovové obložení, které slouží jako denní navigační značka. Nahoře je čtvercová plošina se zábradlím a osmiboká červená lucerna.

## Popis
Maják je 39 metrů vysoká čtvercová věž s ochozem a červenou lucernou. Světelný zdroj je ve výšce 42 m. Jeho dosvit je 17 nm (asi 32 km).
Má také nouzové světlo, které vydává jeden bílý záblesk každých devět sekund (Fl W 9s) a má dosah 8 nm (asi 15 km).

### Data
- Charakteristika světla: Fl(3) W 15s
- Dosvit: 17 nm
- Výška věže: 39 m
- Výška zdroje světla: 42 m n. m.

### Označení
- Admiralty: C3382
- NGA: 12044
- ARLHS: LIT-006
- LTSA: 0001